# Tory Belleci
Salvatore "Tory" Belleci (Monterey, California; 30 de octubre de 1970) es un cineasta y modelista estadounidense, más conocido hasta 2014 por su trabajo en el programa MythBusters, de Discovery Channel.
Ha trabajado con Industrial Light & Magic en películas como Star Wars: Episodio I - La amenaza fantasma y Star Wars: Episodio II - El ataque de los clones. Los cruceros de la Federación y los podracers de Star Wars son parte de sus piezas creadas. Estudió en la San Francisco State University. Trabajó además en películas como la trilogía de Matrix, Van Helsing, Peter Pan, Héroes fuera de órbita y El hombre bicentenario.
Dentro del programa MythBusters era considerado como el temerario del grupo por sus compañeros Kari Byron y Grant Imahara, y a menudo ejecutaba las acrobacias más peligrosas al momento de poner a prueba un mito. Entre estos se encontraban aquel que planteaba que los toros son provocados usando banderas de color rojo, y el mito que afirmaba que la lengua humana se pega inmediatamente a un poste si el mismo está congelado. Como resultado de esto, frecuentemente se encontraba envuelto en situaciones cómicas mientras probaba los mitos, aunque sin ninguna lesión permanente.